# Nils Johan Bergqvist
Nils Johan Bergqvist, född 24 december 1869 och död 1937, var en svensk dövstumspedagog.
Bergqvist tog en folkskollärarexamen 1892, dövstumslärarexamen 1894, och en filosofie kandidatexamen 1904. Han tjänstgjorde 1894-1906 som lärare vid flera av landets och dövskolor, och var från 1906 rektor vid dövstumskolan i Lund och från 1912 även föreståndare vid dövstuminstitutionerna på Råbylund. Bergqvist var även från 1909 ledamot av centralstyrelsen för Svenska dövstumlärarsällskapet, och från 1922 dess ordförande.
Bland Bergqvists skrifter märks Handbok för undervisningen i dövstumsskolans artikulationsklass (1913), Förslag till omorganisation av dövstumundervisningsväsendet (1921), The care and instruction of the deaf and dumb in Sweden (1925), samt ett flertal läro- och läseböcker för dövstumma. Bergqvist var från 1920 huvudredaktör för Nordiska tidskrift för dövstumskolan. 
Han deltog även som medarbetare i Svensk uppslagsbok.